# Андорра на зимових Олімпійських іграх 2006
Андорра брала участь у Зимових Олімпійських іграх 2006 року у Турині (Італія), але не завоювала жодної медалі. Країну представляли 3 спортсмени у двох видах спорту.

### Гірськолижний спорт
| Спортсмен     | Диципліна        | Фінал        | Фінал        | Фінал        | Фінал        | Фінал        |              |
| Спортсмен     | Диципліна        | Заїзд 1      | Заїзд 2      | Заїзд 3      | Всього       | Місце        |              |
| ------------- | ---------------- | ------------ | ------------ | ------------ | ------------ | ------------ | ------------ |
| Алекс Антор   | Швидкісний спуск | n/a          | n/a          | n/a          | 1:55.01      | 39           |              |
| Алекс Антор   | Супергігант      | не фінішував | не фінішував | не фінішував | не фінішував | не фінішував |              |
| Алекс Антор   | Слалом           | не фінішував | не фінішував | не фінішував | не фінішував | не фінішував |              |
| Алекс Антор   | Комбанція        | 1:43.84      | не фінішував | не фінішував | не фінішував | не фінішував | не фінішував |
| Роджер Відоса | Швидкісний спуск | n/a          | n/a          | n/a          | 1:59.24      | 50           |              |
| Роджер Відоса | Слалом           | 59.87        | 54.16        | n/a          | 1:54.03      | 27           |              |
| Роджер Відоса | Комбінація       | 1:46.09      | 48.23        | 47.05        | 3:21.37      | 28           |              |

Примітка: У комбінованація чоловіків 1-й заїзд — швидкісний спуск, 2-й і 3-й заїзд — слалом. У комбінаціях жінок 1-й і 2-й заїзд — слалом, а 3-й — швидкісний спуск.

### Лижні перегони
Дистанція
| Спортсмен      | Диципліна              | Фінал        | Фінал        |
| Спортсмен      | Диципліна              | Всього       | Місце        |
| -------------- | ---------------------- | ------------ | ------------ |
| Франческ Сольє | 15 км класичним стилем | 44:42.6      | 71           |
| Франческ Сольє | Дуатлон 15+15 км       | не фінішував | не фінішував |
| Франческ Сольє | 50 км вільним стилем   | не фінішував | не фінішував |

### Спортсмени, що не взяли участь
Дві жінки Емілія Естевенте та Мірея Гутьєррес були заявлені як представниці Андори на Іграх, але не взяли участь у будь-яких заходах (обидві повинні були виступати у змаганнях з гірськолижного спорту).